# Tornei di tennis femminili nel 1943
Prima della nascita del WTA Tour, ossia l'apertura alle tenniste professioniste dei tornei che prima di quell'anno erano riservati alle tenniste dilettanti, tutti gli eventi più importanti erano amatoriali, tra questi c'erano i tornei del Grande Slam. A causa della seconda guerra mondiale la maggior parte dei tornei furono cancellati, gli altri si disputarono lontano dagli scenari bellici: tra questi c'era lo U.S. National Championships, unico torneo dello Slam disputato durante la guerra.

## Gennaio
Nessun evento

## Febbraio
Nessun evento

## Marzo
Nessun evento

## Aprile
Nessun evento

## Maggio
| Settimana | Torneo                                                    | Vincitore                | Finalista     | Semifinalisti | Eliminati ai quarti |
| --------- | --------------------------------------------------------- | ------------------------ | ------------- | ------------- | ------------------- |
| 20 maggio | Cuban Championships 1943 L'Avana, Cuba Singolare - Doppio | Mirtha Mederos Casanovas | Bertha Garcia |               |                     |
| 20 maggio | Cuban Championships 1943 L'Avana, Cuba Singolare - Doppio |                          |               |               |                     |

## Giugno
| Settimana | Torneo                                                                                | Vincitore                                                    | Finalista                           | Semifinalisti | Eliminati ai quarti |
| --------- | ------------------------------------------------------------------------------------- | ------------------------------------------------------------ | ----------------------------------- | ------------- | ------------------- |
| giugno    | New York State Championships 1943 Brooklyn, USA Erba Singolare - Doppio               | Helen Bernhard 8-6 6-1                                       | Norma Taubele Barber                |               |                     |
| giugno    | New York State Championships 1943 Brooklyn, USA Erba Singolare - Doppio               |                                                              |                                     |               |                     |
| 2 giugno  | Texas State Championships 1943 San Antonio, USA Singolare - Doppio                    | Shelby Frizzell                                              | Ethel Norton                        |               |                     |
| 2 giugno  | Texas State Championships 1943 San Antonio, USA Singolare - Doppio                    |                                                              |                                     |               |                     |
| 3 giugno  | River Plate Championships 1943 Buenos Aires, Argentina Terra rossa Singolare - Doppio | Maria Teran de Weiss 6-3 6-2                                 | Felissa Piedrola                    |               |                     |
| 3 giugno  | River Plate Championships 1943 Buenos Aires, Argentina Terra rossa Singolare - Doppio | Donasco Buscnan Mary Mulcahy 4-6 11-9 6-0                    | Echevarria Felissa Piedrola         |               |                     |
| 3 giugno  | River Plate Championships 1943 Buenos Aires, Argentina Terra rossa Singolare - Doppio | Doppio misto: Maria Teran de Weiss Haraldo Weiss 9-7 7-9 6-4 | Felissa Piedrola Adelmar Echevarria |               |                     |
| 12 giugno | Pennsylvania & Eastern States Championships 1943 Merion, USA Erba Singolare - Doppio  | Barbara Strobar Clement 6-2 10-8                             | Peggy Welsh                         |               |                     |
| 12 giugno | Pennsylvania & Eastern States Championships 1943 Merion, USA Erba Singolare - Doppio  | Barbara Strobar Clement Peggy Welsh 6-8 10-8 6-2             | Elwood Beatty Sue Peterson          |               |                     |
| 13 giugno | California State Championships 1943 Berkeley, USA Cemento Singolare - Doppio          | Margaret Osborne 1-6 6-2 6-3                                 | Dorothy Knode-Head                  |               |                     |
| 13 giugno | California State Championships 1943 Berkeley, USA Cemento Singolare - Doppio          | Barbara Krase Margaret Osborne 6-2 6-3                       | Patsy Brown Jane Stanton Gallagher  |               |                     |
| 13 giugno | California State Championships 1943 Berkeley, USA Cemento Singolare - Doppio          | Doppio misto: Margaret Osborne Tom Brown 6-4 7-5             | Shirley Catton Harry Buttimer       |               |                     |
| 19 giugno | Philadelphia District Championships 1943 Philadelphia, USA Erba Singolare - Doppio    | Donalda Gillingham 6-4 8-6                                   | Mrs Walter Tillman                  |               |                     |
| 19 giugno | Philadelphia District Championships 1943 Philadelphia, USA Erba Singolare - Doppio    | Cecile Bowes Mrs John Prizer 1-6 7-5 9-7                     | Mrs Connell Mrs Walter Tillman      |               |                     |
| 20 giugno | US Clay Court Championships 1943 Detroit, USA Terra rossa Singolare - Doppio          | Pauline Betz 6-1 6-0                                         | Nancy Corbett                       |               |                     |
| 20 giugno | US Clay Court Championships 1943 Detroit, USA Terra rossa Singolare - Doppio          | Pauline Betz Nancy Corbett 6-3 6-3                           | Mary Hernando Mrs Mildred Sirwaitis |               |                     |
| 27 giugno | Tri-State Championships 1943 Cincinnati, USA Terra rossa Singolare - Doppio           | Pauline Betz 6-0 6-2                                         | Catherine Wolf                      |               |                     |
| 27 giugno | Tri-State Championships 1943 Cincinnati, USA Terra rossa Singolare - Doppio           | Pauline Betz Nancy Corbett 6-3 9-7                           | Marie Wagner Catherine Wolf         |               |                     |

## Luglio
| Settimana | Torneo                                                              | Vincitore                                           | Finalista                              | Semifinalisti | Eliminati ai quarti |
| --------- | ------------------------------------------------------------------- | --------------------------------------------------- | -------------------------------------- | ------------- | ------------------- |
| 25 luglio | French Closed Championships 1943 Parigi, Francia Singolare - Doppio | Simone Iribarne Lafargue 6-1 7-5                    | Alice Weiwers                          |               |                     |
| 25 luglio | French Closed Championships 1943 Parigi, Francia Singolare - Doppio | Cosette St. Omer Roy Alice Weiwers 3-6 9-7 7-5      | Genevieve Grosbois Mme Claude Manescau |               |                     |
| 25 luglio | French Closed Championships 1943 Parigi, Francia Singolare - Doppio | Doppio misto: Alice Weiwers Pierre Pellizza 6-3 6-1 | Simone Iribarne Lafargue G. Gremilet   |               |                     |

## Agosto
| Settimana | Torneo                                                                                                   | Vincitore                                              | Finalista                      | Semifinalisti | Eliminati ai quarti |
| --------- | --- | ------------------------------------------------------ | ------------------------------ | ------------- | ------------------- |
| agosto    | Middle States Grass Court Championships 1943 Philadelphia, USA Erba Singolare - Doppio                   | Norma Taubele Barber 1-6 6-2 8-6                       | Louise Snow                    |               |                     |
| agosto    | Middle States Grass Court Championships 1943 Philadelphia, USA Erba Singolare - Doppio                   | Eleanor Purdy Cushingham Norma Taubele Barber 10-8 6-2 | Bertha Garcia Argyll Rice      |               |                     |
| agosto    | Delaware State Women's Invitation Grass Court Championships 1943 Wilmington, USA Erba Singolare - Doppio | Louise Brough 6-2 2-6 6-4                              | Doris Hart                     |               |                     |
| agosto    | Delaware State Women's Invitation Grass Court Championships 1943 Wilmington, USA Erba Singolare - Doppio | Louise Brough Margaret Osborne 6-1 6-1                 | Helen Bernhard Helen Rihbany   |               |                     |
| 15 agosto | Eastern Grass Court Championships 1943 Rye, USA Erba Singolare - Doppio                                  | Margaret Osborne 6-2 6-4                               | Doris Hart                     |               |                     |
| 15 agosto | Eastern Grass Court Championships 1943 Rye, USA Erba Singolare - Doppio                                  | Pauline Betz Doris Hart 6-4 11-9                       | Louise Brough Margaret Osborne |               |                     |
| 22 agosto | Southampton Invitation 1943 Southampton, USA Singolare - Doppio                                          | Pauline Betz 11-9 6-1                                  | Louise Brough                  |               |                     |
| 22 agosto | Southampton Invitation 1943 Southampton, USA Singolare - Doppio                                          |                                                        |                                |               |                     |
| 22 agosto | Southampton Invitation 1943 Southampton, USA Singolare - Doppio                                          | Doppio misto: Louise Brough Bob Falkenburg 1-6 6-3 6-4 | Margaret Osborne James Brink   |               |                     |

## Settembre
| Settimana    | Torneo                                                                           | Vincitore                                           | Finalista                          | Semifinalisti | Eliminati ai quarti |
| ------------ | -------------------------------------------------------------------------------- | --------------------------------------------------- | ---------------------------------- | ------------- | ------------------- |
| 6 settembre  | U.S. National Championships 1943 New York, USA Erba Singolare - Doppio           | Pauline Betz 6-3, 5-7, 6-3                          | Louise Brough                      |               |                     |
| 6 settembre  | U.S. National Championships 1943 New York, USA Erba Singolare - Doppio           | Louise Brough Margaret Osborne 6-1, 6-3             | Mary Arnold Prentiss Patricia Todd |               |                     |
| 26 settembre | Pacific Southwest Championships 1943 Los Angeles, USA Cemento Singolare - Doppio | Louise Brough 6-3 6-3                               | Mary Arnold Prentiss               |               |                     |
| 26 settembre | Pacific Southwest Championships 1943 Los Angeles, USA Cemento Singolare - Doppio | Louise Brough Margaret Osborne 7-5 6-4              | Mary Arnold Prentiss Pauline Betz  |               |                     |
| 26 settembre | Pacific Southwest Championships 1943 Los Angeles, USA Cemento Singolare - Doppio | Doppio misto: Louise Brough Bob Falkenburg 6-3 11-9 | Marcheta Donnelly Frank Shields    |               |                     |

## Ottobre
| Settimana  | Torneo                                                                                        | Vincitore                                          | Finalista                       | Semifinalisti | Eliminati ai quarti |
| ---------- | --------------------------------------------------------------------------------------------- | -------------------------------------------------- | ------------------------------- | ------------- | ------------------- |
| 3 ottobre  | Pacific Coast Championships 1943 Berkeley, USA Singolare - Doppio                             | Louise Brough 6-3 2-6 6-2                          | Margaret Osborne                |               |                     |
| 3 ottobre  | Pacific Coast Championships 1943 Berkeley, USA Singolare - Doppio                             | Louise Brough Margaret Osborne 6-3 6-4             | Patsy Mckoy Brown Barbara Krase |               |                     |
| 3 ottobre  | Pacific Coast Championships 1943 Berkeley, USA Singolare - Doppio                             | Doppio misto: Louise Brough Harry Buttimer 6-4 6-1 | Barbara Krase Norman Brooks     |               |                     |
| 18 ottobre | Pan American International Championships 2 1943 Città del Messico, Messico Singolare - Doppio | Pauline Betz 7-5 6-5                               | Dorothy Bundy Cheney            |               |                     |
| 18 ottobre | Pan American International Championships 2 1943 Città del Messico, Messico Singolare - Doppio | Pauline Betz Dorothy Bundy Cheney 4-6 6-2 6-2      | Louise Brough Margaret Osborne  |               |                     |
| 18 ottobre | Pan American International Championships 2 1943 Città del Messico, Messico Singolare - Doppio | Doppio misto: Pauline Betz Pancho Segura 7-5 6-4   | Margaret Osborne Bill Talbert   |               |                     |

## Novembre
| Settimana   | Torneo                                                                                | Vincitore                                       | Finalista                     | Semifinalisti | Eliminati ai quarti |
| ----------- | ------------------------------------------------------------------------------------- | ----------------------------------------------- | ----------------------------- | ------------- | ------------------- |
| 20 novembre | Southern Championships 1943 Atlanta, USA Singolare - Doppio                           | Marjorie Waite Bird 6-1 5-7 6-4                 | Florence Camp                 |               |                     |
| 20 novembre | Southern Championships 1943 Atlanta, USA Singolare - Doppio                           | Alice MacDonald Marjorie Waite Bird 6-1 4-6 6-1 | Gladys Atkinson Florence Camp |               |                     |
| 22 novembre | Argentina International Championships 1943 Buenos Aires, Argentina Singolare - Doppio | Felissa Piedrola                                | Maria Teran de Weiss          |               |                     |
| 22 novembre | Argentina International Championships 1943 Buenos Aires, Argentina Singolare - Doppio |                                                 |                               |               |                     |

## Dicembre
| Settimana   | Torneo                                                                                | Vincitore                    | Finalista     | Semifinalisti | Eliminati ai quarti |
| ----------- | ------------------------------------------------------------------------------------- | ---------------------------- | ------------- | ------------- | ------------------- |
| 12 dicembre | Southern California Mid-Winter Championships 1943 Los Angeles, USA Singolare - Doppio | Mary Arnold Prentiss 6-3 6-2 | Louise Brough |               |                     |
| 12 dicembre | Southern California Mid-Winter Championships 1943 Los Angeles, USA Singolare - Doppio |                              |               |               |                     |